# Shrivenham
Shrivenham is een civil parish in het bestuurlijke gebied Vale of White Horse, in het Engelse graafschap Oxfordshire met 2347 inwoners.